# IC 4385
IC 4385 — галактика типа *Grp (Кратная звезда) в созвездии Центавр.
Этот объект входит в число перечисленных в оригинальной редакции «Нового общего каталога».